# 明恵

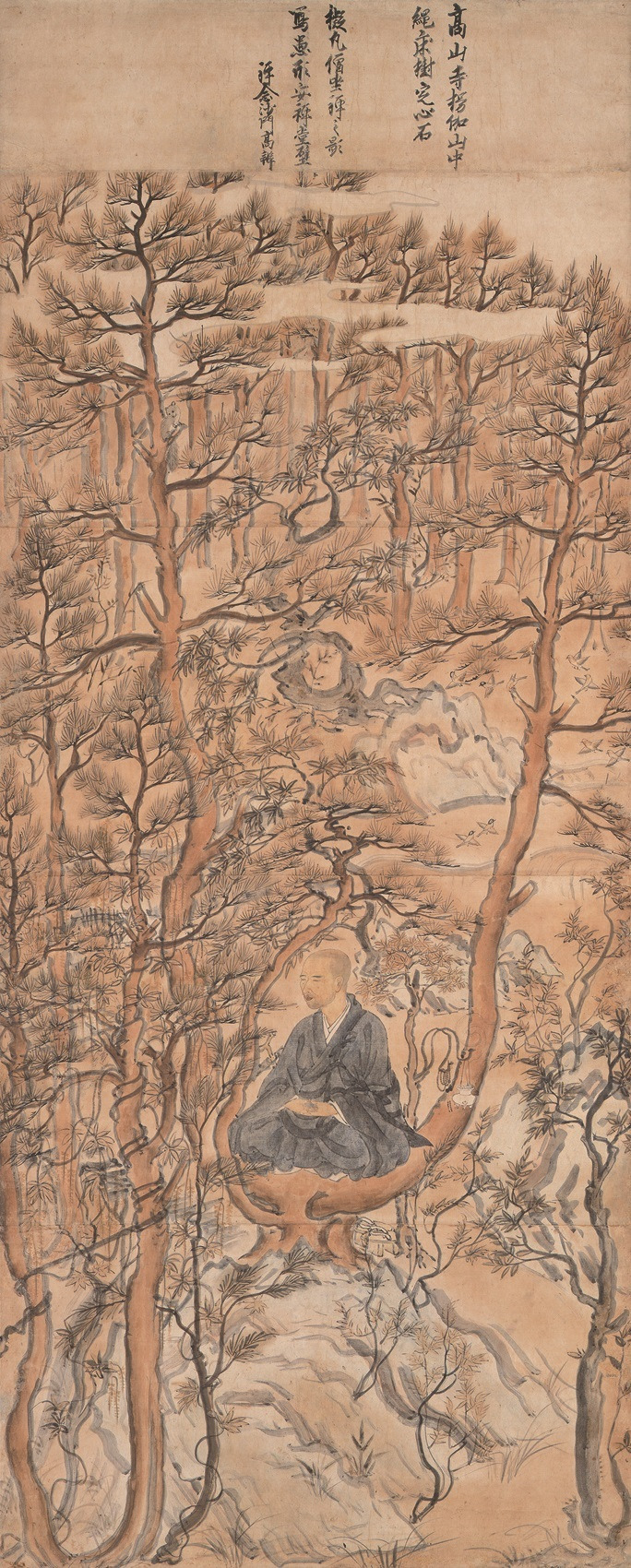
「紙本著色明恵上人像」（高山寺蔵、国宝）
----
高弁（明恵）が山中の松林の樹上で坐禅を組むすがたを、弟子の恵日房成忍が筆写したものといわれる。

明恵（みょうえ）は、鎌倉時代前期の華厳宗の僧。法諱は高弁（こうべん）。明恵上人・栂尾（とがのお）上人とも呼ばれる。父は平重国。母は湯浅宗重の四女。現在の和歌山県有田川町出身。華厳宗中興の祖と称される。

## 生涯
承安3年（1173年）1月8日、高倉上皇の武者所に伺候した平重国と紀伊国の有力者であった湯浅宗重四女の子として紀伊国有田郡石垣庄吉原村（現：和歌山県有田川町歓喜寺中越）で生まれた。幼名は薬師丸。
治承4年（1180年）、9歳（数え年。以下同様）にして両親を失い、翌年、高雄山神護寺に文覚の弟子で叔父の上覚に師事（のち、文覚にも師事）、華厳五教章・倶舎頌を読んだ。文治4年（1188年）に出家、東大寺で具足戒を受けた。法諱は成弁（のちに高弁に改名）。仁和寺で真言密教を実尊や興然に、東大寺の尊勝院で華厳宗・倶舎宗の教学を景雅や聖詮に、悉曇を尊印に、禅を栄西に学び、将来を嘱望された。20歳前後の明恵は入門書の類を数多く筆写している。
しかし、21歳のときに国家的法会への参加要請を拒み、23歳で俗縁を絶って紀伊国有田郡白上に遁世し、こののち約3年にわたって白上山で修行をかさねた。この遁世した時に詠んだ和歌が「山寺は法師くさくてゐたからず心清くばくそふく（便所のこと）にても」である。この頃、人間を辞して少しでも如来の跡を踏まんと思い、右耳の外耳を剃刀で自ら切り落とした。26歳のころ、高雄山の文覚の勧めで山城国栂尾（とがのお）に住み、華厳の教学を講じたこともあったが、その年の秋、10余名の弟子とともにふたたび白上に移った。こののち、約8年間は筏立など紀伊国内を転々としながら主に紀伊に滞在して修行と学問の生活を送った。その間、元久元年（1205年）、釈迦への思慕の念が深い明恵は『大唐天竺里程記』（だいとうてんじくりていき）をつくり、天竺（インド）へ渡って仏跡を巡礼しようと企画したが、春日明神の神託のため、これを断念した。明恵はまた、これに先だつ建仁2年（1202年）にもインドに渡ろうとしたが、このときは病気のため断念している。
遁世僧となった明恵は、建永元年（1206年）、後鳥羽上皇から栂尾の地を下賜されて高山寺を開山し、華厳教学の研究などの学問や坐禅修行などの観行にはげみ、戒律を重んじて顕密諸宗の復興に尽力した。明恵は華厳の教えと密教との統一・融合をはかり、この教えはのちに華厳密教と称された。高山寺の寺号は、『華厳経』の「日出でて先ず高山を照らす」という句によったといわれている。この地には貞観年間（859年-877年）より「度賀尾（とがお）寺」という古寺があったものの年月を経て著しく荒廃しており、明恵はこれに改修を加えて道場とした。
明恵は、法相宗の貞慶や三論宗の明遍とならぶ超人的な学僧とも評されるが、学問としての教説理解よりも実際の修行を重視し、きびしく戒律を護って身を持することきわめて謹厳であった。上覚からは伝法灌頂を受けており、学問研究と実践修行の統一を図った。その人柄は、無欲無私にして清廉、なおかつ世俗権力・権勢を怖れるところがいささかもなかった。かれの打ち立てた華厳密教は、晩年にいたるまで俗人が理解しやすいようさまざまに工夫されたものであった。たとえば、在家の人びとに対しては三時三宝礼の行儀により、『観無量寿経』に説く上品上生によって極楽往生できるとし、「南無三宝後生たすけさせ給へ」あるいは「南無三宝菩提心、現当二世所願円満」等の言葉を唱えることを強調するなど、後述するように、表面的には専修念仏をきびしく非難しながらも浄土門諸宗の説く易行の提唱を学びとり、それによって従来の学問中心の仏教からの脱皮をはかろうとする一面もあった。なお、松尾剛次は、明恵を祖師とする教団を「新義華厳教団」と呼んでいる。
建暦2年（1212年）、法然批判の書『摧邪輪』を著しており、翌年には『摧邪輪荘厳記』を著してそれを補足している。承久3年（1221年）の承久の乱では後鳥羽上皇方の敗兵をかくまっている。貞応2年（1223年）7月、明恵の教団によって山城国善妙寺の落慶供養がおこなわれたが、この寺は、中御門宗行の後妻が承久の乱の首謀者のひとりとして鎌倉への護送中に斬殺された夫の菩提を弔うために建てた尼寺であり、本尊は高山寺に安置されていた釈迦如来像が遷されたものであった。
明恵は、仏陀の説いた戒律を重んじることこそ、その精神を受けつぐものであると主張し、生涯にわたり戒律の護持と普及を身をもって実践した。町田宗鳳は「比丘という言葉には、インド仏教以来の戒律を守る人という厳粛な意味が含まれているが、その資格を満たすのは、ひょっとしたら長い日本仏教史の中で、明恵ぐらいかもしれない」と述べている。また、当時広がりつつあった浄土諸宗の進出を阻止するために苦慮しており、顕密諸宗とくに密教のなかからありうべき信仰をとりあげて、その普及と宣教に努力した。
晩年は講義、説戒、坐禅修行に努め、光明真言の普及にも尽力した。寛喜3年（1231年）には、故地である紀州の施無畏寺の開基として湯浅氏に招かれた。翌寛喜4年（1232年）1月19日、弥勒の宝号を唱えながら遷化した。享年60（満58歳没）。

## 人物
明恵は和歌にも長けており、家集『明恵上人和歌集』がある。次の短歌が知られる。
むらさきの　雲のうえへにぞ　みをやどす　風にみだるる　藤をしたてて
あかあかや　あかあかあかや　あかあかや　あかあかあかや　あかあかや月
夢の世の　うつつなりせば　いかがせむ　さめゆくほどを　待てばこそあれ（新勅撰和歌集選）

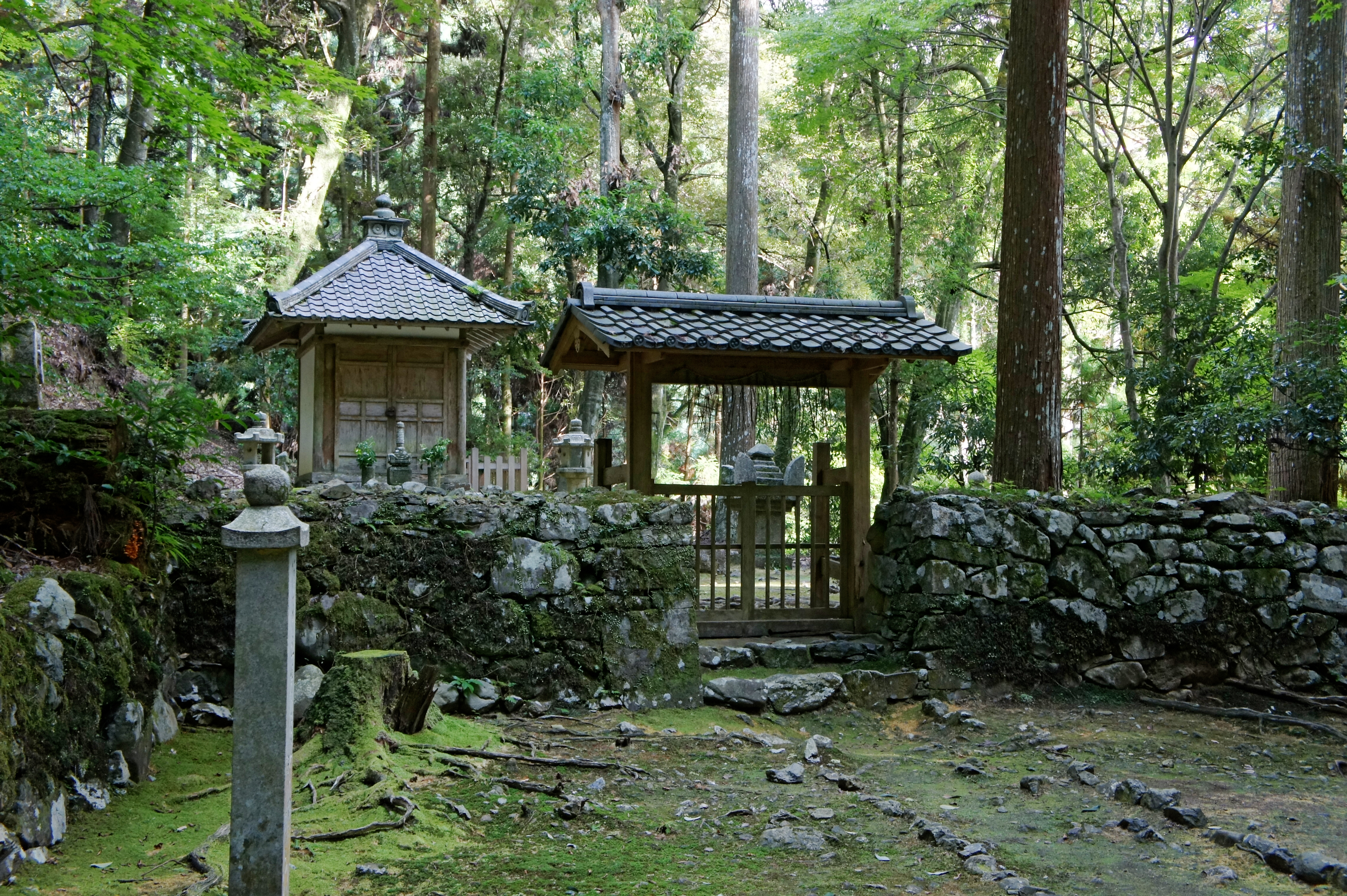
高山寺にある明恵上人廟

また、栄西請来の茶の種子を栂尾にまき、茶の普及の契機をなしたことは有名である。
承久の乱で敗兵をかくまったことを機縁として、鎌倉方の総司令官として入京した六波羅探題初代長官（のちの鎌倉幕府第3代執権）北条泰時との親交がはじまっている。山本七平によれば、泰時は明恵の学徳を深く尊敬し、明恵は泰時の政治思想、とくに御成敗式目の制定の基礎となる「道理」の思想形勢に大きな影響を与えている。その学徳は後鳥羽上皇・北条泰時のみならず、公家では九条兼実、九条道家、西園寺公経、武家では安達景盛、婦人では平徳子（建礼門院）など多くの人びとからの尊崇を集めた。

## 明恵の非人救済神話
明恵の死後、弟子の喜海は『高山寺明恵上人行状』を書きあらわしたが、そのなかに、釈尊が衆生救済のためには、みずからの身命を顧みなかったと聞いた明恵が、16歳で登壇受戒してまもない頃、紀伊の藤代王子のハンセン病患者を助けるため自己の身肉をあたえる覚悟であったという一節がある。これは一種の非人救済神話といわれている。

## 明恵の著作
おもな著書には、浄土宗をひらいた法然の『選択本願念仏集』（選択集）を読んでこれを批判した上述の『摧邪輪』（ざいじゃりん、正しくは『於一向専修宗選択集中摧邪輪』）全3巻、『同荘厳記』1巻がある。
『華厳経』で高唱される菩提心を重視した明恵は、『摧邪輪』・『同荘厳記』において、称名念仏こそが浄土往生の正業であり、もっぱら念仏を唱えることによって救われるとする法然の教説（専修念仏）に対して、その著作には大乗仏教における発菩提心（悟りを得たいと願う心）が欠けているとして、激しくこれを非難している。
40年におよぶ観行での夢想を記録した『夢記』のほか、著作は70余巻におよび、『唯心観行式』『三時三宝礼釈』『華厳仏光三昧観秘宝蔵』『華厳唯心義』『四座講式』『入解脱門義』『華厳信種義』『光明真言句義釈』などがある。
著作の新版
- 『明恵上人集』 久保田淳、山口明穂訳注、岩波文庫、初版1981年、改版2009年／ワイド版1994年。
- 『明恵上人伝記』 平泉洸訳注、講談社学術文庫、初版1980年
- 『日本思想大系15　鎌倉旧仏教』（岩波書店、初版1971年、新装版1995年）- 田中久夫校注「摧邪輪　巻上」と「却癈忘記」（弟子長円の筆記によるもの）
- 『日本古典文学大系83　假名法語集』（岩波書店、初版1964年）- 宮坂宥勝校注「栂尾明恵上人遺訓」
- 『大乗仏典 中国・日本篇 第20巻　栄西　明恵』（中央公論社、1988年）- 高橋秀栄（現代語訳）注解「却廃忘記」と「光明真言土沙勧信記」
- 『日本の名著5　法然　明恵』（中央公論社、初版1971年、新版・中公バックス、1983年）- 佐藤成順（現代語訳）注解で「摧邪輪（抄）」と「栂尾明恵上人遺訓」
- 『明恵上人歌集　和歌文学大系60』 平野多恵注解（久保田淳監修、明治書院、2013年）。ISBN 4757601484。

## 明恵に関する評伝・随筆・作品研究等
- 田中久夫『明恵』吉川弘文館<人物叢書>、1961年、新装版1988年、ISBN 4642051260　オンデマンド版 ISBN 9784642751261
- 河合隼雄『明恵 夢を生きる』京都松柏社、1987年4月（法蔵館販売）。講談社<講談社α文庫>、1995年10月。ISBN 4062561182
- 奥田勲『明恵 遍歴と夢』東京大学出版会、1994年11月。ISBN 4130230247
- 紀野一義『明恵上人 静かで透明な生き方』PHP研究所、1996年10月。ISBN 4569552951。
- 磯部隆『華厳宗沙門 明恵の生涯』大学教育出版、2006年
- 『明恵上人 夢記訳注』奥田勲・平野多恵・前川健一編、勉誠出版、2015年2月。ISBN 4585210245。
- 『高山寺の美術 明恵上人と鳥獣戯画ゆかりの寺』高山寺監修、土屋貴裕編、吉川弘文館、2020年。ISBN 4642083839

随筆・紀行など
- 上田三四二『この世この生 西行・良寛・明恵・道元』新潮社 1984年、新潮文庫、1996年。読売文学賞受賞
- 白洲正子『明恵上人』講談社文芸文庫、1992年3月。ISBN 4061961667／新潮社（愛蔵版）、1999年11月
- 光岡明『恋い明恵』文藝春秋、2005年8月。ISBN 4163673709

小説
- 斎藤史子『清滝川 明恵・慈愛の生涯』法蔵館、2006年
- 寺林峻『小説 明恵』大法輪閣、2006年
- 高瀬千図『明恵 栂尾高山寺秘話』弦書房（上・下）、2018年。ISBN 978-4863291782。
- 梓澤要『あかあかや明恵』新潮社、2023年。ISBN 978-4103345367。

マンガ
- 水木しげる『神秘家列伝　其ノ1』角川書店、2000年8月、のち「水木しげる漫画大全集」講談社。漫画